# بينمورد (أنغلزي)
بينمورد (بالإنجليزية: Penmorwdd)‏ هي منطقة سكنية تقع في ويلز في أنغلزي.